# Porcellanola thonburi
Porcellanola thonburi is een vlinder uit de familie visstaartjes (Nolidae). De wetenschappelijke naam van de soort is voor het eerst geldig gepubliceerd in 2010 door Gyula M. László, Gábor Ronkay & Thomas Joseph Witt.

## Type
- holotype: "male. 6.II.1998. leg. M. Hreblay & C. Szaboky. genitalia slide No. LGN 1134 = W 7326"
- instituut: MWM, München, Duitsland
- typelocatie: "Thailand, Changwat Mae Hong Song, 1 km S of Bahudanda, 1000 m"